# Sandarville
Sandarville település Franciaországban, Eure-et-Loir megyében. Lakosainak száma 419 fő (2022. január 1.). Sandarville Épeautrolles és Blandainville községekkel határos.

## Népesség
A település népessége az elmúlt években az alábbi módon változott:
| Lakosok száma | 243  | 234  | 282  | 380  | 389  | 403  | 408  | 409  | 410  | 419  |
|               | 1968 | 1982 | 1990 | 2006 | 2013 | 2015 | 2017 | 2019 | 2020 | 2022 |